# SKS
O SKS (em russo:  Самозарядный карабин системы Симонова, transl. Samozaryadny Karabin sistemy Simonova, 1945, literalmente Carabina Auto-carregável do Sistema Simonov, 1945) é um fuzil semiautomático de origem soviética de calibre 7,62x39mm, projetado por Sergei Gavrilovich Simonov em 1945.
O SKS foi produzido pela primeira vez na União Soviética, mas depois foi amplamente exportado e fabricado por várias nações. Suas características distintivas incluem uma baioneta dobrável permanentemente anexada e um carregador fixo articulado. Como o SKS não tinha capacidade de tiro seletivo e seu carregador era limitado a dez tiros, tornou-se obsoleto nas Forças Armadas Soviéticas com a introdução do AK-47 na década de 1950. No entanto, as carabinas SKS continuaram a servir nas forças soviéticas com os guardas de fronteira, tropas internas e unidades de segunda linha e de reserva do exército por décadas.
O SKS foi fabricado no Arsenal de Tula de 1945 a 1958 e no Arsenal de Izhevsk de 1953 a 1954, resultando em uma produção soviética total de cerca de 2,7 milhões. Durante a Guerra Fria, milhões de carabinas SKS adicionais e seus derivados também foram fabricados sob licença na República Popular da China, bem como em vários países aliados do Bloco Oriental. O SKS foi exportado em grandes quantidades e encontrou o favor das forças insurgentes em todo o mundo como uma arma leve e prática que era adequada para a guerra de guerrilha, apesar de suas limitações convencionais. A partir de 1988, milhões também foram vendidos no mercado civil na América do Norte, onde permanecem populares como fuzis de caça e esportivos.

## Características

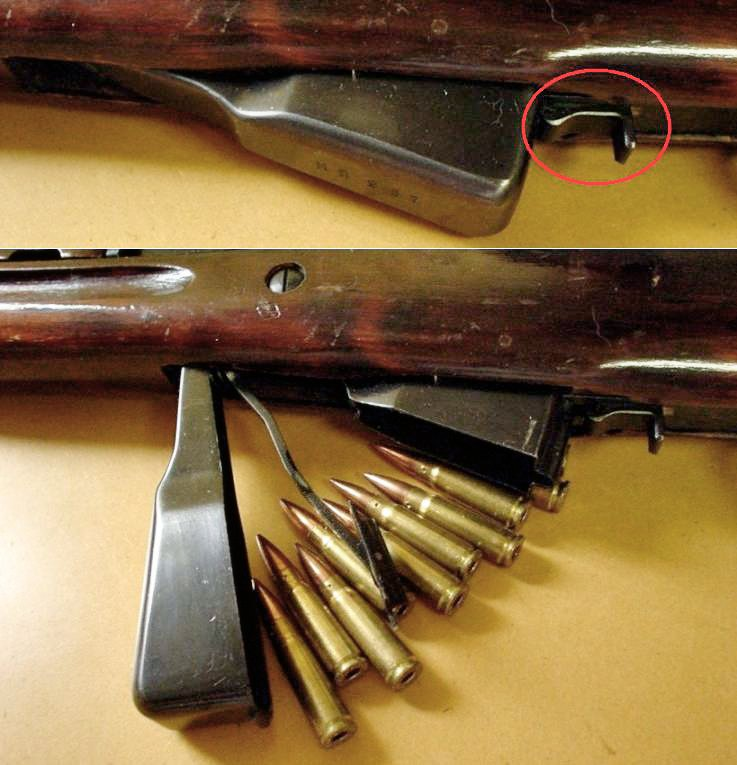
SKS com o carregador fechado (topo) e aberto. O retém do carregador está circulado.

O SKS representa um passo intermediário no processo de desenvolvimento de verdadeiros fuzis de assalto, sendo mais curto e menos potente que os fuzis semiautomáticos que o precederam, como o soviético SVT-40, e sendo mais longo (10cm) do que os fuzis da série AK que o substituíram. Como resultado, o SKS tem uma velocidade inicial ligeiramente maior do que as armas que lhe sucederam.

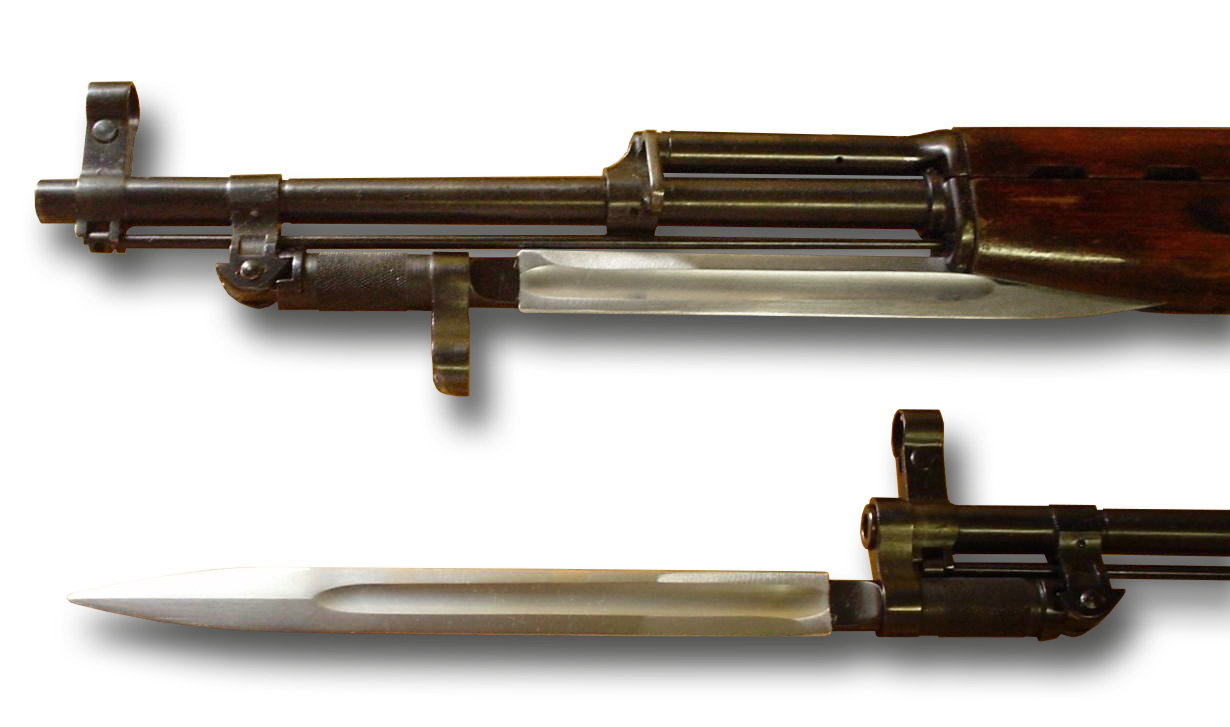
Baioneta SKS dobrada e estendida.

O SKS tem um traçado convencional, com coronha e empunhadura de madeira, sendo operado a gás e possuindo um conjunto do ferrolho com mola e uma haste de operação de pistão a gás que funciona para destravar e alternar a ação por meio da pressão do gás exercendo pressão contra eles. O ferrolho é travado para conter a pressão de ignição no momento do disparo, inclinando-se para baixo em sua parte traseira e sendo segurado por um ressalto fresado no receptor. No momento do disparo, o conjunto do ferrolho é empurrado para trás, o que faz com que ele levante o ferrolho, destravando-o e permitindo que seja levado para trás contra uma mola. Isso permite que o estojo disparado seja ejetado e uma nova munição do carregador seja transportada para a câmara.

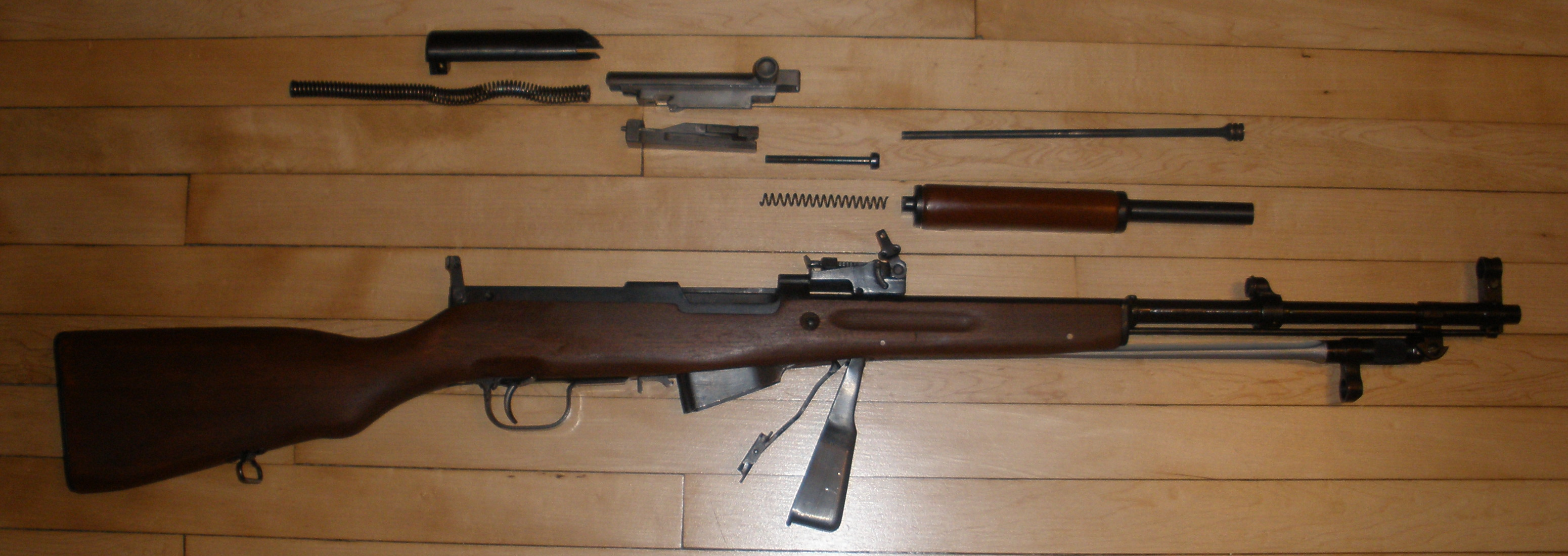
Desmontagem em primeiro escalão do SKS.

O carregador interno de dez tiros do SKS é alimentado por um clipe, o que também pode ser  feito manualmente. Os cartuchos armazenados no carregador podem ser removidos puxando para trás uma trava localizada à frente do guarda-mato, abrindo o carregador para baixo e permitindo que os cartuchos caiam. No uso militar típico, os clipes são descartáveis. Se necessário, eles podem ser recarregados várias vezes e reutilizados.
Embora os primeiros modelos soviéticos (1949–50) tivessem percutores com mola, que mantinham o percutor longe dos iniciadores do cartucho até serem atingidos pelo cão, a maioria das variantes do SKS tem um percutor flutuante dentro do ferrolho. Devido a este desenho, deve-se tomar cuidado durante a limpeza (especialmente após um longo armazenamento embalado em cosmoline) para garantir que o percutor possa se mover livremente e não fique preso na posição dianteira dentro do ferrolho. Na maioria das variantes (os modelos iugoslavos são a exceção mais notável), o cano é cromado para maior tolerância ao desgaste e ao calor do fogo contínuo e para resistir à corrosão da munição corrosiva com clorato, bem como para facilitar a limpeza.

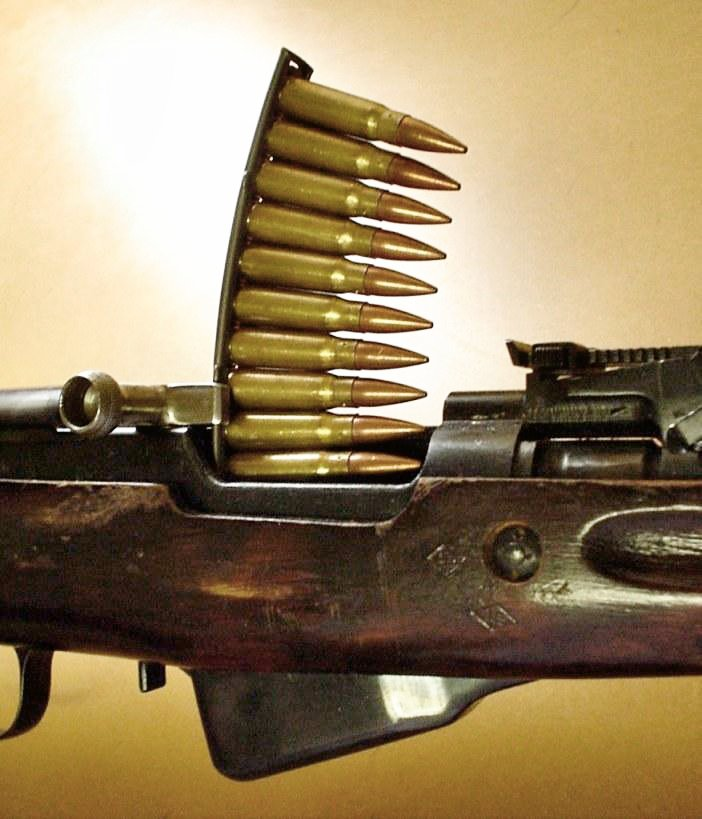
Alimentação por clipe do SKS.

O SKS usa mira de ferro laminada. A alça de mira é um tipo de entalhe aberto que é ajustável para elevação de 100 a 1.000 metros. A massa de mira tem um poste com toldo. Há também uma configuração de "batalha" de todo propósito no registro da mira, marcada como "П" (em russo:  Прямой выстрел, transl. Pryamoy vystrel), que significa "tiro direto" e é definida para 300 metros. Isso é obtido movendo a corrediça de elevação para trás no registro o máximo possível. O M59/66A1 iugoslavo possui miras luminosas dobráveis para uso ao disparar sob condições de baixa luminosidade, enquanto o M59 e M59/66 mais antigos não.
Todos os SKS militares têm uma baioneta dobrável presa na parte inferior do cano, que é estendida e retraída por meio de uma dobradiça com mola. Ambas as baionetas de lâmina e espiga foram produzidas. Baionetas de ponta foram usadas no SKS-45 russo de Tula de 1949, no Tipo 56 chinês de meados de 1964 em diante e no Modelo 561 albanês. As variantes M59/66 e M59/66A1 fabricadas na Iugoslávia são os únicos modelos SKS com um acessório de lançamento de granadas integral.
O SKS é facilmente desmontado e remontado sem ferramentas especializadas, e o grupo do gatilho e o carregador podem ser removidos com a ponta duma bala não disparada ou com a tampa do receptor. O fuzil possui um kit de limpeza armazenado em um alçapão na coronha, com uma haste de limpeza passando por baixo do cano, no mesmo estilo do AK-47. A tampa do kit de limpeza também serve como guia da haste de limpeza, para proteger a coroa de danos durante a limpeza.

## Desenvolvimento

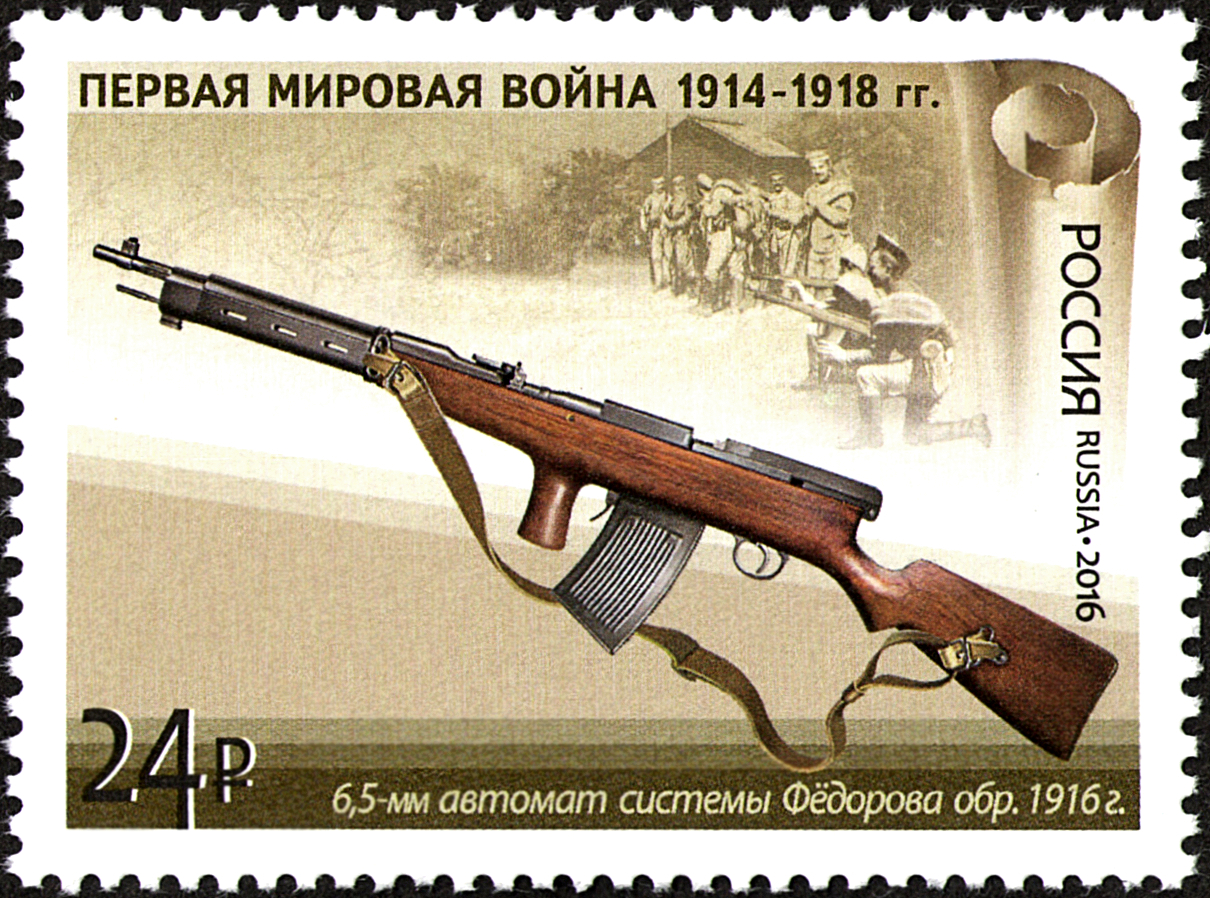
Selo russo comemorativo da Primeira Guerra Mundial, com o Fedorov Avtomat.

Após a Primeira Guerra Mundial, muitos países perceberam que os fuzis existentes eram muito longos e pesados e disparavam cartuchos poderosos demais. Estes cartuchos, como o 8×57mm Mauser, .303 British, .30-06 Springfield e 7,62×54mmR foram eficazes em fuzis para alcances de até 1.000 metros; no entanto, notou-se que a maioria dos tiroteios ocorria em alcances máximos entre 100 e 300 metros. Somente um especialista altamente treinado, como um atirador de elite, poderia empregar o cartucho de fuzil de potência total em seu verdadeiro potencial. O alto volume de fogo foi julgado essencial porque o inimigo estaria fazendo uso de cobertura, enquanto aplicavam fogo e movimento para aproximar-se do objetivo ou para defender sua posição. Em contraste, precisão de longa distância contra alvos expostos era raramente necessária. Engajamentos mais longos (além de 300m) ficariam à cargo de metralhadoras leves e pesadas. Tanto a União Soviética quanto a Alemanha Nazista perceberam isso e projetaram novas armas de fogo para cartuchos menores de potência intermediária.
O Império Russo iniciou estudos a esse respeito ainda durante a Grande Guerra, com o fuzil automático Fedorov em 1915, projetado pelo oficial Vladimir G. Fedorov, e que era dotado de um registro de tiro seletivo e era calibrado com o cartucho 6,5x50mmSR japonês. Este calibre era um dos mais fracos disponíveis, e o seu recuo leve tornava o fuzil mais controlável e impunha menos estresse no frágil sistema de operação. O fuzil Fedorov foi produzido em pequena quantidade de 1915 a 1924, provando-se caro, temperamental e propenso a engripagens. O Fedorov seguia os critérios dos modernos fuzis de assalto, tendo tiro seletivo e tamanho curto, sendo alimentado com um carregador destacável (25 tiros) e calibrado em munição intermediária. No entanto, o Fedorov Avtomat não era uma arma individual, mas uma arma de apoio coletivo para o tiro em marcha - tal qual o Chauchat francês que o inspirou - e era usado em dupla para apoiar a infantaria, com o municiador armado com uma pistola-metralhadora Mauser C96.
A abordagem alemã foi a produção de uma série de cartuchos intermediários no período entre guerras e, em 1938, desenvolveram o Polte Patrone 38 (Cartucho Experimental 38), depois designado 7,9x33m kurz (curto) e Pistolpatrone 43 (Cartucho de Pistola 43), que calibraria o Maschinenkarabiner, ou carabina automática, que mais tarde evoluiu para o Sturmgewehr 44, o qual foi produzido em grande número durante a guerra. Os EUA lançaram uma munição intermediária no .30 americano, agora conhecida como .30 Carbine; usado na Carabina M1, que foi amplamente utilizada pelas forças americanas na Segunda Guerra Mundial, mas era muito mais fraco do que os cartuchos intermediários alemães e soviéticos e nunca teve a intenção de substituir o cartucho de fuzil .30-06.

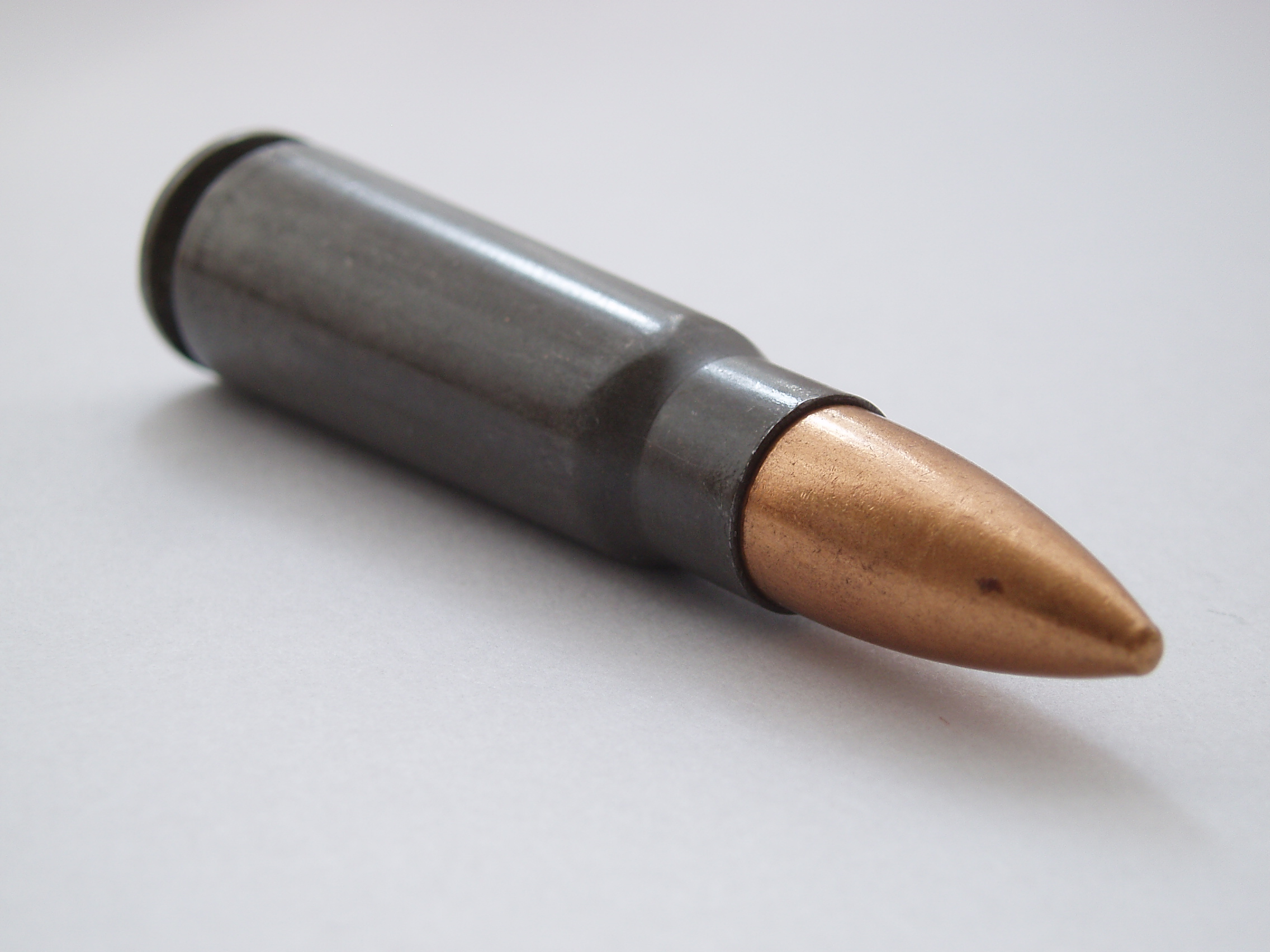
Cartucho 7,62x39mm.

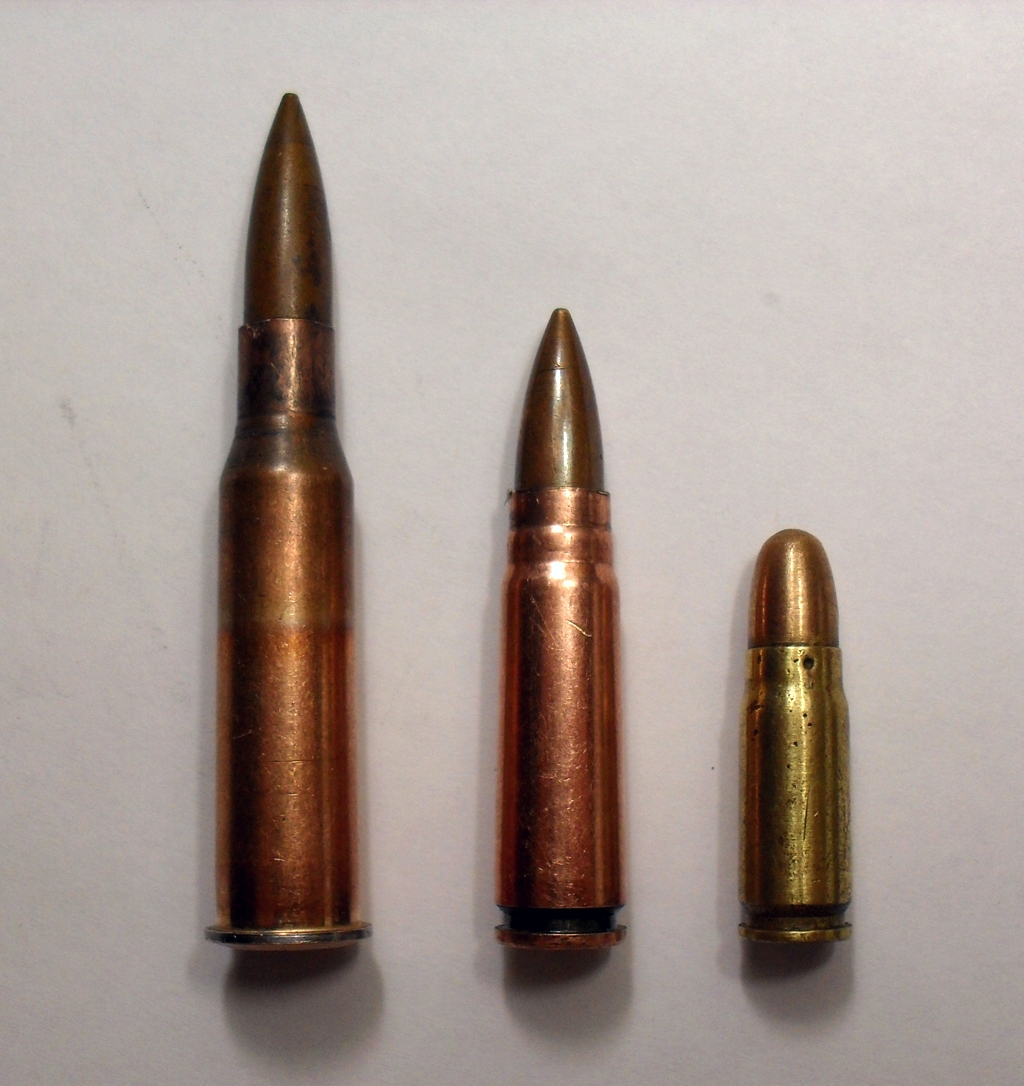
Da esquerda para a direita: 7,62×54mmR, 7,62×39mm e 7,62×25mm Tokarev.

Os soviéticos continuariam suas pesquisas com fuzis semiautomáticos e, entre 1936 e 1938, os fuzis Simonov AVS-36 e Tokarev SVT-38/40 foram colocados em serviço. Estes fuzis eram calibrados com cartuchos de alta potência 7,62x54mmR. Em 1942, os soviéticos decidiram pela adoção de um cartucho intermediário para equipar a infantaria com armamentos compactos e automáticos. O cartucho soviético 7,62x39mm atendia ao requisito de estar entre o 7,62x54mmR do fuzil Mosin-Nagant e o 7,62x25mm usado nas pistolas e submetralhadoras. A munição de pistola era insuficiente e a de fuzil era muito forte, produzindo recuos incontroláveis e fatigando a ação delicada do armamento; o que forçava a adoção de ações mais robustas e com isso a arma tornava-se pesada demais. Os soviéticos apenas capturariam fuzis em 7,9x33mm Kurz na metade de 1942, mas seus projetistas estavam familiarizados com o 7,75x39mm Kurtzpatrone desenvolvido pela Gustav Genschow und Company A.G (GECO) em Berlim-Treptow, em 1934-35. O 7,75 alemão e o 7,62 russo têm o estojo do mesmo comprimento, a mesma distância entra base do cartucho e o gargalo, e o mesmo calibre. Os alemães mediam o calibre pelo diâmetro da alma do cano, enquanto os soviéticos o faziam pelo diâmetro da bala; portanto, a bala 7,75mm alemã é na verdade 7,62mm. Existe debate se os soviéticos tinham acesso a essa munição alemã, mas as similaridades são muito exatas.

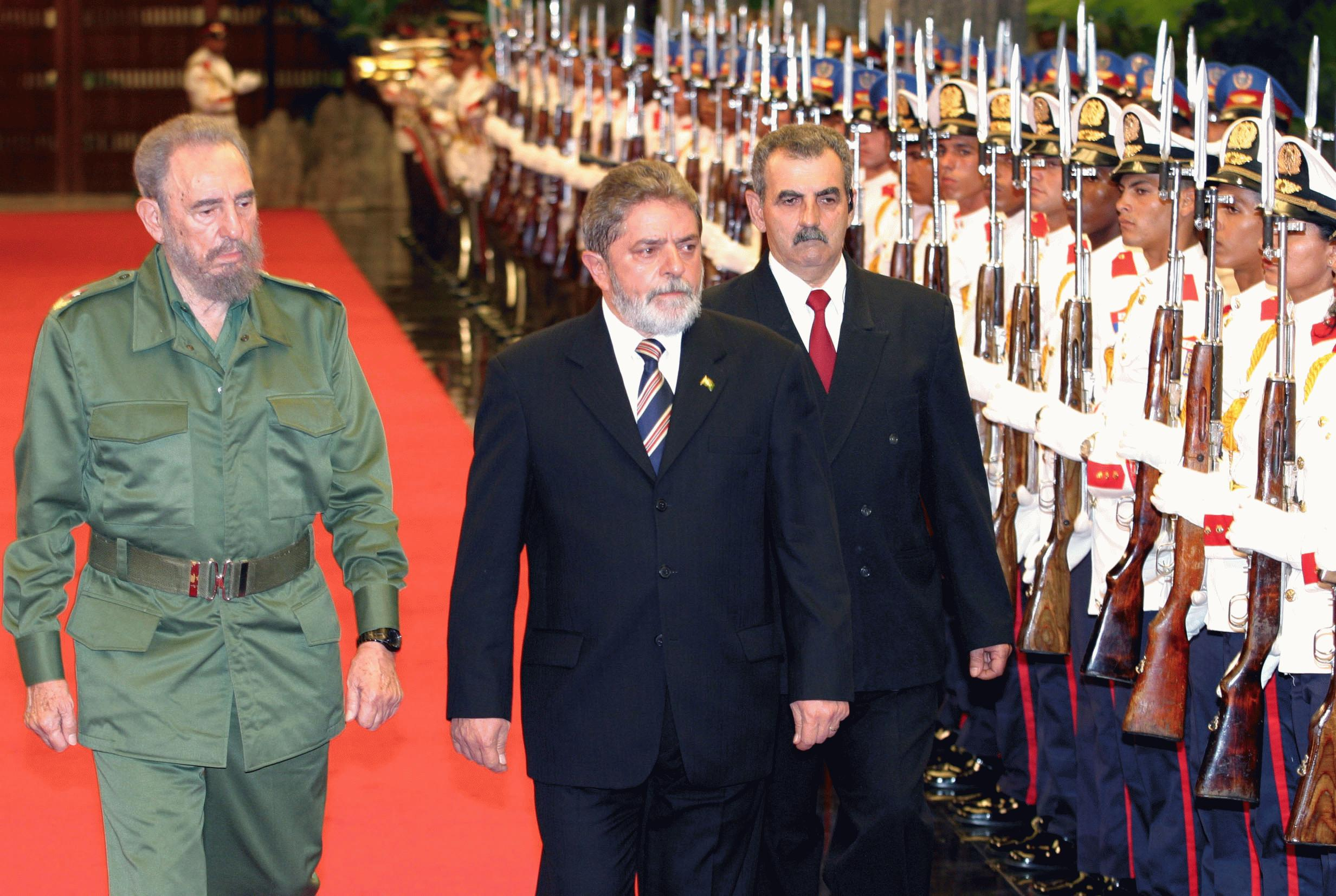
Uma guarda de honra cubana, armada com fuzis SKS com detalhes prateados, sendo passada em revista pelo então presidente Lula e o líder cubano Fidel Castro.

O cartucho 7,62x39mm foi desenvolvido pelos engenheiros Nikolay Yelizarov e Pavel Ryazanov em seis meses em 1943, sendo designado Patrone kalibra 7,62mm Model 1943 (Calibre de cartucho 7,62mm Modelo 1943), ou simplesmente M1943. Ele é um cartucho sem gola, com um gargalo comprido e fino, com um estojo em ângulo acentuado - resultando em clipes e carregadores distintivamente curvos. A base do estojo tem o diâmetro de 11,35mm e o comprimento total da bala padrão é de 56mm. O SKS se tornaria a primeira arma calibrada neste novo cartucho.
Testes extensivos com diversos protótipos foram realizados e um enorme trabalho de desenvolvimento começou por muitos projetistas para produzir armas das três classes básicas – uma carabina semiautomática, um fuzil de assalto de disparo seletivo e uma metralhadora leve. Cada classe tem seus próprios testes separados, com vários projetistas mais ou menos experientes participando. Acredita-se que os testes de carabina tiveram pelo menos meia dúzia de vários protótipos concorrentes, incluindo apresentações de Degtyarov, Rukavishnikov, Simonov, Tokarev e outros. Também competindo com uma carabina semiautomática estava um então desconhecido sargento da força de tanques chamado Mikhail Kalashnikov, que apresentou o seu segundo protótipo chamado simplesmente "arma automática lacada em preto nº 1", o qual foi derrotado pelo protótipo de Simonov. No ano de 1945, a carabina Simonov SKS-45 foi selecionada como vencedora, e um lote de mais de mil armas foi encomendado da fábrica de Tula em 1946 e 1947 para testes de campo prolongados. Após esses testes, a carabina Simonov foi adotada em 1949 como “Samozaryadny Karabin Simonova – SKS” (Самозарядный карабин Симонова СКС, Carabina Auto-carregável Simonov), com o índice GAU 56-A-231.
Em 1949, o SKS foi oficialmente adotado pelo Exército Soviético, fabricado no Arsenal de Tula de 1949 até 1955 e na Fábrica Mecânica de Izhevsk em 1953 e 1954. Embora a qualidade das carabinas soviéticas fabricadas nesses arsenais estatais fosse bastante alta, seu projeto já era obsoleto em comparação com o Kalashnikov, que era de tiro seletivo, mais leve, tinha três vezes a capacidade do carregador e tinha o potencial de ser menos trabalhoso para fabricar. Gradualmente, nos anos seguintes, a produção de fuzis AK-47 aumentou até que as carabinas SKS existentes em serviço fossem relegadas principalmente para unidades que não da infantaria e para tropas de segunda linha. Eles permaneceram em serviço dessa maneira até a década de 1980 e possivelmente no início da década de 1990. O SKS era o fuzil de serviço padrão usado pelas Forças de Defesa Aérea soviéticas para proteger locais antiaéreos até pelo menos o final dos anos 1980. Até hoje, a carabina SKS é usada por algumas guardas de honra cerimoniais russas, assim como de muitos dos seus aliados.